# 矮山遗址
矮山遗址，位于中国广东省河源市连平县忠信镇青山村，为河源市连平县的一个县级文物保护单位，类型为古遗址，公布时间为1986年1月。
矮山遗址的历史年代为新石器时代－战国。